# Malo Središte
Malo Središte (cyr. Мало Средиште) – wieś w Serbii, w Wojwodinie, w okręgu południowobanackim, w mieście Vršac. W 2011 roku liczyła 89 mieszkańców.